# Hebe carsei
Hebe carsei é uma espécie de planta do gênero Hebe.